# 仙台市交通局モハ100形電車
仙台市交通局モハ100形電車（せんだいしこうつうきょくモハ100がたでんしゃ）は、かつて仙台市交通局が運営していた路面電車・仙台市電で使用されていた電車。仙台市電初のボギー車で、登場当初はモハ80形という形式名であった。

## 概要・運用
第二次世界大戦終戦後の仙台市は戦災復興や外地からの引上げ者などによる人口増加が生じ、仙台市電も利用客が急速に増加した結果、その時点で所有していた二軸単車だけでは対応しきれない状態になっていた。そこで輸送力増強のため新潟鐵工所に発注が行われたのがモハ80形電車である。
前面3枚窓、張り上げ屋根の半鋼製車体を有し、車体の前後に片側2枚の扉がある仙台市電初のボギー車であったが、1948年に製造された最初の5両（80 - 84）は資材不足の状況の中で製造されたために天井はベニヤ張り、車内のロングシート座席も粗末な状態での登場となった。1948年以降に製造された車両については内装の改善が実施され、1950年までに24両（80 - 103）が作られた。その後1954年に改番が行われモハ100形（101 - 124）として運用される事となった。
初期車である101 - 105の5両については原型のまま1974年に廃車された一方、残りの車両については1969年以降ワンマン運転に対応した改造工事が行われた。その際に扉配置が変更された（両端設置から、進行方向左側基準で後部の扉を閉鎖して中央部に移設）他、前面窓も向かって右側の窓が大きい左右非対称の2枚窓となり、それまでと車体が大きく変わった。以降は1976年の仙台市電廃止まで運行された。

## 廃止後

### 譲渡
廃止後は117 - 119、121、124の5両が長崎電気軌道に譲渡され、長崎での運用に適した改造が行われた他、形式名も仙台（せんだい）から昭和51年に譲渡されたことにちなみ1050形に変更された。しかし冷房化が行われなかったことによる稼働率の低下で1051（仙台市電時代は117）以外の4両は2000年までに廃車され、うち121号がオーストラリアのシドニー路面電車博物館に再譲渡、もう1両が仙台に戻り、旧秋保電鉄の秋保温泉駅跡に保存された。2019年まで1両（117号→1051号）が動態保存されイベント時などに臨時運行されていたが、動態保存の維持管理が困難になったとして、2019年3月31日をもって引退。2021年5月現在、西武園ゆうえんちにて展示されている
。

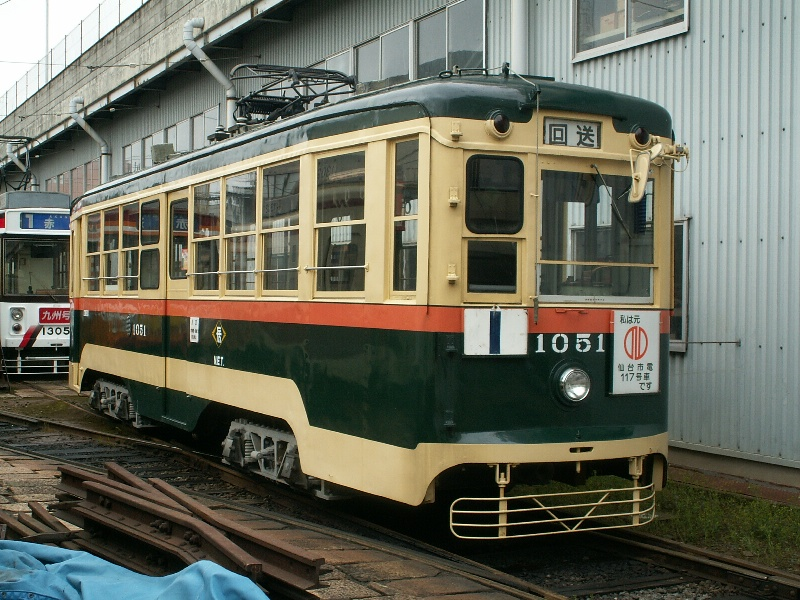
長崎市電1051 仙台市電当時の塗装に復元されている

### 保存
前述した117（→1051）以外にも、廃止後に仙台市電博物館で静態保存されている123号の他、長崎電気軌道を経て各所で保存されている車両が複数存在する。以下、各所で保存されている100形について記す。
- 117（長崎電気軌道1051） - 西武園ゆうえんちに保存。塗装は都電と同様のクリーム色と赤帯に変更されている[11]。
- 119（長崎電気軌道1053） - 仙台市の秋保温泉駅跡に保存。車番は仙台市電時代のものに復している[12]。
- 121（長崎電気軌道1054） - オーストラリア・シドニーのシドニー路面電車博物館（英語版）で保存[12]。
- 123 - 仙台市電保存館に保存[13]。
- 124（長崎電気軌道1055） - 佐賀県鹿島市の保育園で保存[12]。

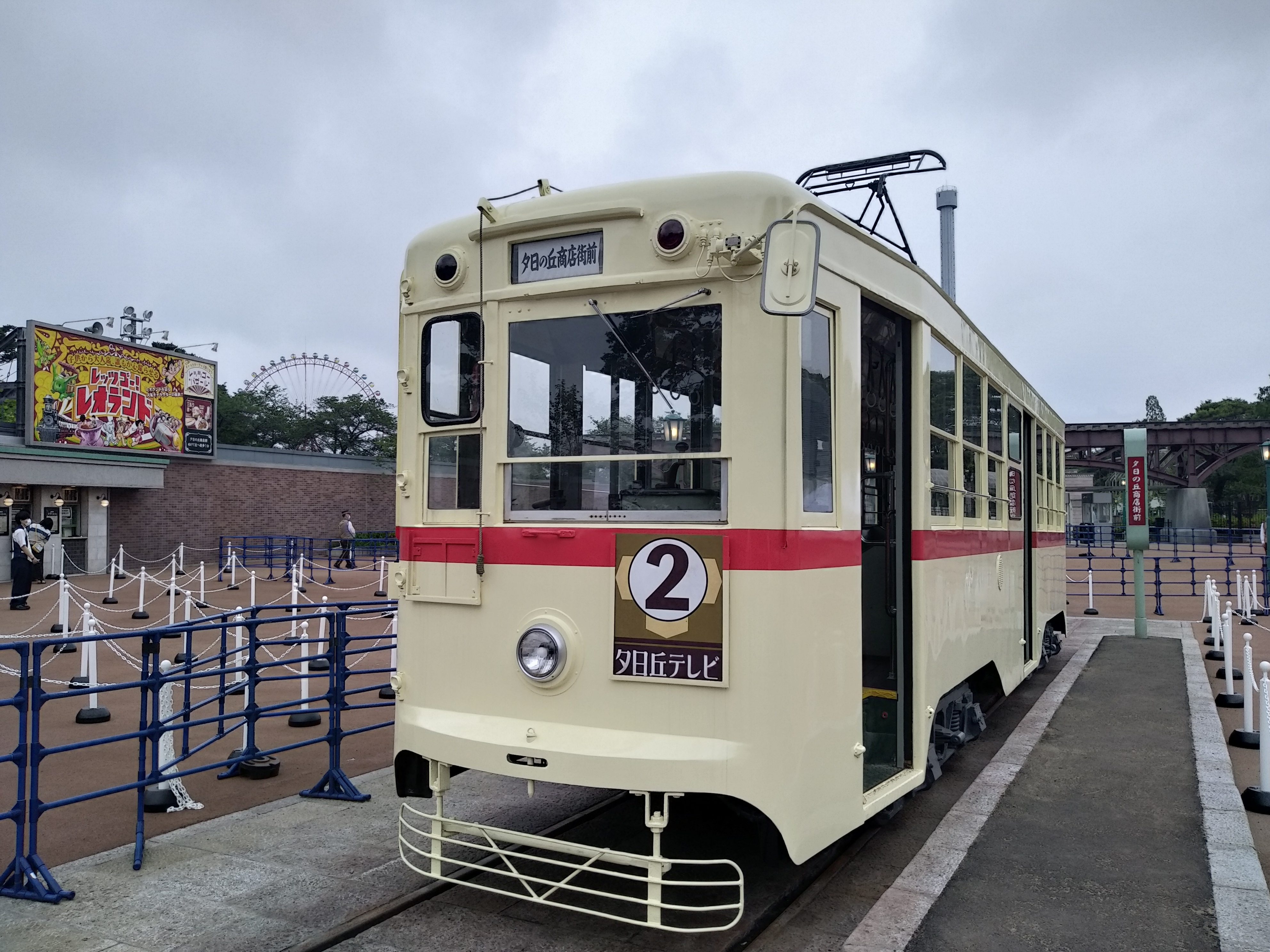
西武園ゆうえんちにて展示中の117（長崎電気軌道1051）
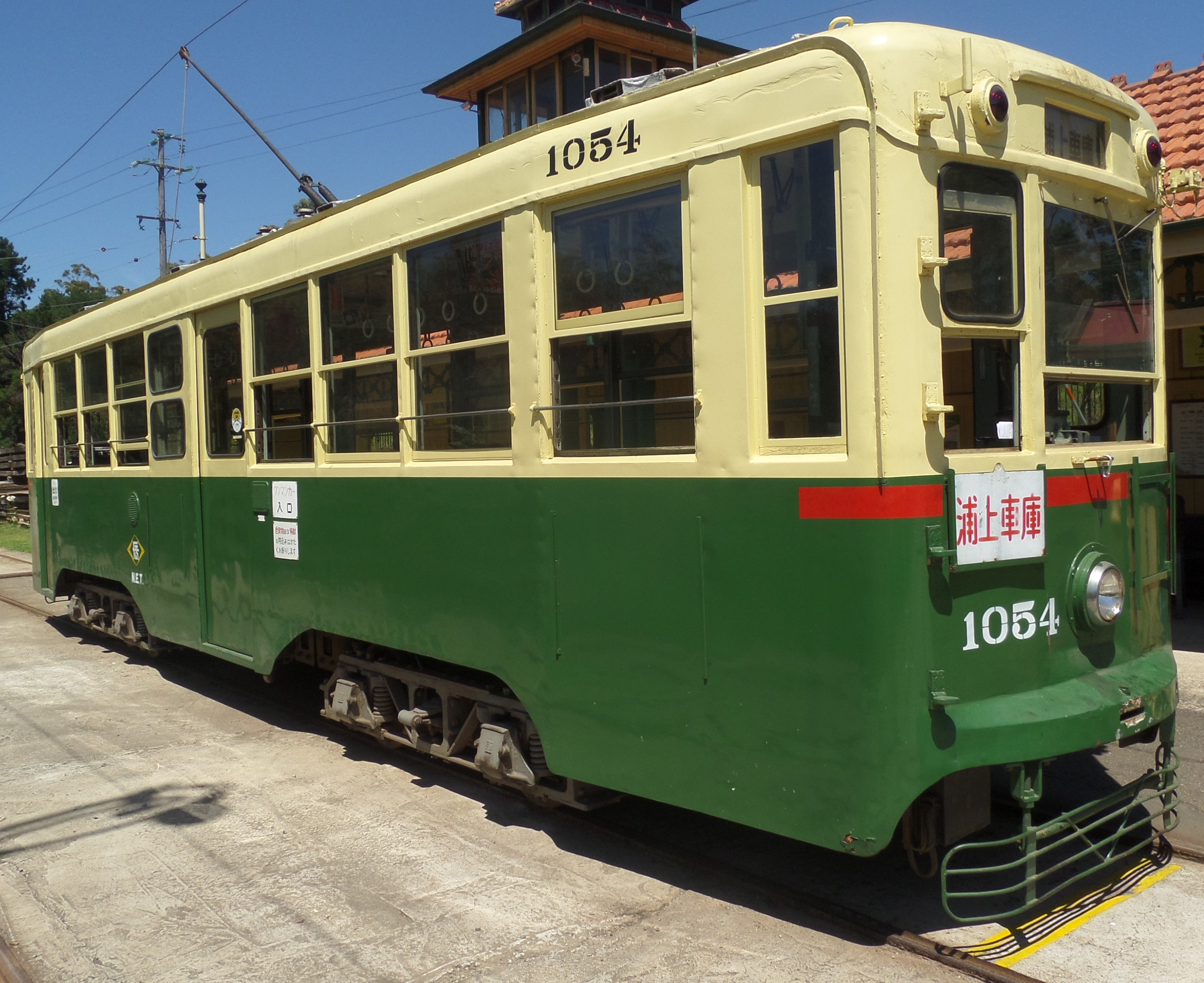
シドニー路面電車博物館（英語版）に保存されている121（長崎電気軌道1054）

## 余談
モハ80形の製造を担当した新潟鐵工所には戦前にも5両のボギー車の発注を行っていたが、戦災などに伴う財政難により引き取ることができず注文流れとなり名古屋市電が導入した。その際、仙台（せんだい）にちなみ1070形と言う形式名が与えられている。

## 参考資料
- 宮松丈夫『RM LIBRARY 90 仙台市電』ネコ・パブリッシング、2007年2月1日。ISBN 978-4-7770-5193-9。
- 田栗優一「仙台市電長崎電軌へ」『鉄道ピクトリアル　1977年5月号』第27巻第5号、鉄道図書刊行会、1977年5月。
- 笹田昌宏「路面電車の歴史的車両」『鉄道ピクトリアル　2011年8月臨時増刊号』第61巻第8号、鉄道図書刊行会、2011年8月。
- 寺田祐一『ローカル私鉄車輌20年 路面電車・中私鉄編』JTB、2003年4月。ISBN 978-4-86403-196-7。